# Paul DiMaggio
Paul J. DiMaggio est un sociologue américain né le 10 janvier 1951. Il est en particulier connu pour ses travaux sur l'isomorphisme institutionnel, menés avec Walter Powell.

## Biographie
Il a obtenu son doctorat en 1979 en sociologie à l'université Harvard.